# Friedrich Arnold Hasenkamp
Friedrich Arnold Hasenkamp (* 11. Januar 1747 in Wechte bei Lengerich, Grafschaft Tecklenburg; † 1795 in Duisburg) protestantischer Pädagoge (Gymnasiallehrer), Rektor des Duisburger Gymnasiums, des heutigen Landfermann-Gymnasiums.

## Leben
Geboren als Sohn eines Bauern, wurde Friedrich Arnold wie sein Bruder Johann Gerhard früh von der Erweckungsbewegung beeinflusst und wurde in Duisburg zusammen mit dem Arzt Samuel Collenbusch zum Vertreter der württembergischen Spielart des Pietismus (Johann Albrecht Bengel, Friedrich Christoph Oetinger). Die 1774 in Elberfeld (heute zu Wuppertal) erfolgte Begegnung mit Lavater und Goethe wurde von dem auch daran teilnehmenden Jung-Stilling in dessen Lebensgeschichte beschrieben (sog. Treffen der »Stillen im Lande«):
»Neben Lavater saß Hasenkamp, ein vierzigjähriger etwas gebückter, hagerer, hectischer Mann, mit einem Länglichten Gesicht, merkwürdiger Physionomie, und überhaupt Ehrfurcht erweckenden Ansehen; jedes Wort war ein Nachdenken und Wohlgefallen erregendes Paradoxon, selten mit dem System übereinstimmend; sein Geist suchte allenthalben Luft ...« (Lebensgeschichte, 319)
Von 1779 bis 1795 wurde Hasenkamp dann Rektor des Duisburger Gymnasiums. Auf ihn ging die kaufmännische Umorientierung des Unterrichts am Gymnasium zurück: Statt der alten Sprachen wurden nun vermehrt die sog. »Realien«, wie Geschichte und Geographie gelehrt. Nachfolger Hasenkamps wurde dann 1796 Gottfried Christian Nonne.

## Schriften
In mehreren Veröffentlichungen wandte sich Hasenkamp gegen den aufkommenden theologischen Rationalismus:
- „Ueber die verdunkelnde Aufklärung“, Duisburg 1789
- „Die Israeliten, die aufgeklärteste Nation unter den ältesten Völkern in der Erkenntniß Gottes“, Frankfurt 1790
- „Ueber Kant’s Moralprincip“, 1791
- „Briefe über Propheten und Weissagungen an Herrn Hofrath Eichhorn in Göttingen“, Duisburg 1791–92
- „Briefe über wichtige Wahrheiten der Religion“, Duisburg 1794, 2 Teile
- „Wahrheiten für ein braves Volk“, Duisburg 1793